# ラシュタット会議
ラシュタット会議（ラシュタットかいぎ、仏: Second congrès de Rastadt, 独: Rastatter Kongress）は、フランス革命戦争における神聖ローマ帝国および帝国領邦とフランス革命政府との全面的な戦争終結を目指した、ラシュタットで行われた多国間会議である。1714年のラシュタット会議と区別して第二次ラシュタット会議とも言う。
講和会議の議長として、スウェーデンのフェルセン伯爵が調停を行った。
1797年12月にはじめられ、ライン川左岸の領土をフランスに奪われたドイツ諸侯への補償について討議することが目的だった。補償にはライン右岸の領土が与えられるはずだったが、会議が長引き、やがて第二次対仏大同盟の結成とともに戦闘が再開され、会議は失敗に終わった。
会議に出席したフランス代表3名は1799年4月にラシュタットを発ったが、途中でハンガリー兵に襲われ、アントワーヌ・ボニエ・ダルコとクロード・ロベールジョが暗殺された。ジャン・ドブリのみが難を逃れた。『ブリタニカ百科事典第11版』はバイエルン選帝侯領への野心を隠そうとしたオーストリアがフランス代表の文書を奪おうとし、実行犯が命令に従わず殺害してしまったと推測するものの、エミグレやフランス国内の主戦派を黒幕とする説も存在するとした。